# Adolfo Kaminsky
Pour les articles homonymes, voir Kaminsky.
Adolfo Kaminsky ou Adolphe Kaminsky, né le 1er octobre 1925 à Buenos Aires et mort le 9 janvier 2023 à Paris, est un photographe et résistant français. Surnommé « le Faussaire de Paris », il se spécialise dans la fabrication de faux papiers d'identité et poursuivra cette activité clandestine pendant trente ans pour différents mouvements de libération et pour des personnes opprimées par des dictatures, s'interdisant toujours d'être payé afin de conserver sa liberté.

## Biographie

### Résistant et faussaire
Adolfo Kaminsky est né le 1er octobre 1925 à Buenos Aires de parents juifs russes alors établis en Argentine. Sa famille s'installe en France en 1932 à Paris puis, en 1938 à Vire dans le Calvados. Après une ultime année de scolarisation (durant laquelle il se familiarise avec l'imprimerie), il travaille à la SGE (Société générale d'équipements), vite réquisitionnée par les Allemands après la défaite, puis dans une teinturerie où il se passionne pour la chimie des colorants. Il crée son propre laboratoire grâce à l'aide d'un pharmacien virois. Il parvient à travailler comme stagiaire dans une laiterie comme assistant d’un ingénieur chimiste.
En novembre 1940, sa mère Anna meurt sur la ligne Paris-Granville dans des circonstances suspectes. Comme toutes les familles juives de Vire, les Kaminsky sont recensés par les autorités locales au mois d'octobre 1940. La famille est arrêtée le 22 octobre 1943 par les Allemands, internée à la prison de la Maladrerie à Caen, puis transférée au camp de Drancy une semaine plus tard. « Je savais ce qui attendait ceux qui allaient être déportés », expliquera-t-il dans un documentaire de treize minutes réalisé par le New York Times, intitulé « The Forger » (« Le Faussaire », 2016). En janvier 1944, Adolfo, son père Salomon, sa sœur Pauline et ses frères Paul et Angel sont libérés après trois mois d’internement grâce à l'intervention du consulat d'Argentine à Paris, à la suite des lettres qu'ils ont adressées au consul lui demandant secours. Paul, le fils aîné, les distribue ainsi à des cheminots caennais ou les jette du wagon sur le trajet vers Drancy, comme un dernier recours,.
Âgé alors de 18 ans, il rejoint la résistance (la « Sixième », section de l'EIF), et devient responsable d'un laboratoire clandestin chargé de la fabrication de faux papiers, dirigé par Maurice Cachoud, du MLN. Sous le pseudonyme de Julien Keller, il passe le reste de la guerre à fabriquer sans relâche de faux documents, faux certificats de mariage, faux certificats de baptême, fausses cartes d’alimentation. Surnommé « le Faussaire de Paris », il permet ainsi à de nombreux Juifs d’échapper aux persécutions et en particulier de sauver des milliers d’enfants juifs de la déportation. La plus grande demande concerne trois cents enfants, soit neuf cents documents à réaliser en trois jours. « Il fallait que je reste éveillé le plus longtemps possible. Lutter contre le sommeil. Le calcul était simple. En une heure, je fabriquais trente faux papiers. Si je dormais une heure, trente personnes mourraient. Plus que tout, j’avais peur de l’erreur technique », expliquait-il. Sous l'Occupation allemande, les policiers parisiens traquent les résistants spécialisés dans la fabrication de faux papiers. Il s’en faut de peu qu’un jour de 1944, lors d’un contrôle, ils n’attrapent Adolfo Kaminsky qui transportait dans son sac cinquante cartes d’identité, sa plume, son encre, ses tampons et son agrafeuse. « Vous voulez voir mon casse-croûte ? », répond-il aux policiers, qui le laissent repartir.
À la libération de Paris, il est engagé par la Direction générale des études et des recherches - D.G.E.R. (qui est alors le service secret) mais il démissionne au moment des prémices de la guerre d'Indochine, par refus de collaborer à une guerre coloniale.
Une particularité de ce « faussaire politique » est d’avoir continué cette activité clandestine après la Libération. Adolfo Kaminsky enchaîne plusieurs combats pour la liberté de peuples différents, voire opposés. Après 1945, il aide l'émigration juive clandestine vers la Palestine, alors sous mandat britannique (depuis la décision de la Société des Nations en 1922), entre 1946 et 1948.
À la fin des années 1950, il s’engage en faveur de la décolonisation de l'Algérie et rejoint le réseau Jeanson et l'action d'Henri Curiel  qui soutiennent le FLN en France. Enfin, à partir de 1963, il vient en aide aux mouvements de libération des pays d'Amérique du Sud (Brésil, Argentine, Venezuela, Salvador, Nicaragua, Colombie, Pérou, Uruguay, Chili, Mexique, Saint-Domingue et Haïti), d'Afrique (Guinée-Bissau, Angola et Afrique du Sud pendant l'Apartheid), du Portugal sous le régime de Salazar et des dissidents de Franco en Espagne. Il soutient également les Grecs en lutte contre la dictature militaire « des colonels ». Il fait aussi des faux papiers pour les déserteurs américains qui ne voulaient pas faire la guerre du Viêt Nam. Il accepte aussi de faire des faux papiers en France, en 1968 pour Daniel Cohn-Bendit afin de lui permettre de prendre la parole à un meeting : Adolfo Kaminsky dit aussi que ce furent les faux papiers les plus médiatiques et les moins utiles qu'il eut à faire de toute sa vie mais que c'était une bonne occasion de faire un pied de nez aux autorités et qu'il n'y avait rien de plus poreux qu'une frontière et que les idées, elles, n'en avaient pas.
En 1962, il produit un mètre cube de billets de 100 francs (valeur estimée à 100 millions de francs) pour aider le FLN à lutter en déstabilisant la monnaie française et donc l'économie. Lorsqu'un accord est trouvé en mars 1962, les billets sont brûlés. Kaminsky dira plus tard : Il ne nous est jamais venu à l'esprit de garder les billets.
En 1971, il fabrique son dernier faux papier et met un terme définitif à son activité de faussaire.

### Photographe
Après la guerre, Adolfo Kaminsky réalise des milliers de photographies de son milieu où se pressent travailleurs, amoureux, brocanteurs, mannequins, barbus… Il travaille aussi pour les studios Harcourt et de grands décorateurs de cinéma.
Il est professeur de photographie au centre de formation professionnelle à Salembier, situé à Alger, en 1978[réf. nécessaire].
Une exposition rétrospective, Adolfo Kaminsky, faussaire et photographe, lui est consacrée au musée d'Art et d'Histoire du judaïsme (MAHJ) en 2019,. Les photographies en noir et blanc d’Adolfo Kaminsky trouvent notamment leur inspiration dans le Paris populaire des années 1950. Elles montrent des petits métiers voués à disparaître, des scènes de rue empreintes de réalisme poétique et puis, surtout, la nuit parisienne qu’il aimait tant, à l’instar de Brassaï. Quand on l’interrogeait sur l’origine de cette passion secrète, Kaminsky répondait timidement, en chuchotant : « J’avais voulu qu’il existe quelque part un artiste, volontairement refoulé, parce qu’il était important de ne pas être connu, ni reconnu. ».

### Cinéma
Refusant d’être payé pour ses faux papiers, il exerce le métier de photographe et devient spécialiste de la photo couleur et du grand format, enchaînant reproductions d’œuvres d’art et photos de décors pour le cinéma. Il travaillera, par exemple, en 1950 avec le décorateur Alexandre Trauner sur le tournage d’un film de Marcel Carné, Juliette ou la Clé des songes.

### Famille
Il a deux enfants, Serge et Marthe, nés d’une première union.
Puis trois autres enfants sont nés de son union avec la photographe Leïla Kaminsky
Son fils Youcef José Lamine Kaminsky (né en 1977) est un rappeur français connu sous le nom de Rocé.
Sa fille Sarah Kaminsky (née en 1979) est écrivaine et comédienne. En 2009, elle retrace la vie de son père dans un livre intitulé Adolfo Kaminsky, une vie de faussaire, publié aux éditions Calmann-Lévy.

### Mort
Adolfo Kaminsky meurt le 9 janvier 2023 à Paris, à l’âge de 97 ans. Il est inhumé au cimetière du Père-Lachaise (division 53), à Paris 20e.

## Expositions
Liste non exhaustive
- Adolfo Kaminsky, faussaire et photographe, Musée Edmond Michelet, Brive, 4 rue Champanatier, du 28 novembre 2022 au 27 mai 2023[10]
- Adolfo Kaminsky, faussaire et photographe, Musée d'Art et d'Histoire du judaïsme, Paris, du 23 mai 2019 au 19 avril 2020[10]
- Adolfo Kaminsky, faussaire et photographe, Mairie de Paris, du 2 décembre 2021 au 25 février 2022[18]

### Filmographie
- Faux et usage de faux : l'histoire vécue dans l'ombre (1942-1982), réalisé par Jacques Falck et produit par Les Films d'ici, 1999
- The Forger, produit par Samantha Stark, Alexandra Garcia, Pamela Druckerman, Shadow Puppetry, Original Music & Sound design by Manual Cinema (documentaire en français sous-titré en anglais). Publié par The New York Times. 2016[19]

### Émissions de radio
- Laure Adler, « Mémoires avec Adolfo Kaminsky : "Je ne pouvais pas supporter les injustices" » [audio], sur L'heure bleue, France Inter, Radio France, 30 janvier 2020 (consulté le 10 janvier 2023).
- Fabrice Drouelle, « "Adolfo Kaminsky, un faussaire pour la liberté" » [audio], sur Affaires sensibles, France Inter, Radio France, 28 septembre 2022 (consulté le 10 janvier 2023).